# Период ротације
У астрономији, период ротације небеског објекта време је које је потребно да се заврши једна револуција око своје осе у односу на позадинске звезде. Он се разликује од соларног дана планете, који обухвата додатну фракциону ротацију потребну за смештај дела орбиталног периода планете током једног дана.

## Период ротације изабраних објеката
| Сунце  | 25.379995 дана (ротација Карингтона) 35 дана (висока географска ширина)                         | 25ᵈ 9ʰ 7ᵐ 11.6ˢ 35ᵈ                  | |                                                 |
| Меркур | 58ᵈ 15ʰ 30ᵐ 30ˢ\|-\|Венера\| 243.0187 дана                                                      | −243ᵈ 0ʰ 26ᵐ                         | |                                                 |
| Земља  | 0.99726968 дана                                                                                 | 0ᵈ 23ʰ 56ᵐ 4.0910ˢ                   | |                                                 |
| Месец  | 27ᵈ 7ʰ 43ᵐ 11.5ˢ                                                                                |                                      | |                                                 |
| Марс   | 1.02595675 дана                                                                                 | 1ᵈ 0ʰ 37ᵐ 22.663ˢ                    | |                                                 |
| Ceres  | 0ᵈ 9ʰ 4ᵐ 27.0ˢ\|-                                                                               | Јупитер                              | 0.4135344 дана (дубок ентеријер) 0.41007 дана (екваторијалан) 0.41369942 дана (висока географска ширина) | 0ᵈ 9ʰ 55ᵐ 29.37s 0ᵈ 9ʰ 50ᵐ 30ˢ 0ᵈ 9ʰ 55ᵐ 43.63ˢ |
| Сатурн | 0.44403 дана (дубок ентеријер) 0.426 дана (екваторијалан) 0.443 дана (висока географска ширина) | 0ᵈ 10ʰ 39ᵐ 24ˢ 0ᵈ 10ʰ 14ᵐ 0ᵈ 10ʰ 38ᵐ | |                                                 |
| Уран   | −0.71833 дана                                                                                   | −0ᵈ 17ʰ 14ᵐ 24ˢ                      | |                                                 |
| Нептун | 0.67125 дана                                                                                    | 0ᵈ 16ʰ 6ᵐ 36ˢ                        | |                                                 |
| Плутон | −6.38718 дана (синхроно са Хароном)                                                             | –6ᵈ 9ʰ 17ᵐ 32ˢ                       | |                                                 |
| Хаумеа | 0ᵈ 3ʰ 54ᵐ 56ˢ                                                                                   |                                      | |                                                 |